# 秘蹟神姫アルカナセイバーR
『秘蹟神姫アルカナセイバーR』（ひせきしんきアルカナセイバーアール）は、2012年10月26日にPortionより発売されたアダルトゲーム。『秘蹟神姫アルカナセイバー』の続編である。

## ストーリー
アルカナカードが封印されてしばらくたったある日、アルカナセイバーたちが使っていたアルカナカードが反転し、アルカナシャドウという敵が生み出された。その敵に、霧雨 瑠架とその妹・瑠愛が立ち向かっていった。

## 登場人物
霧雨 瑠架（きりう るか）/アルカナスレイヤー・サーティーン
声 - 橘みもざ
前作主人公の1人。前作よりかは少し明るい性格になった。
失踪した仲間たちを見つけるべく、アルカナスレイヤー・サーティーンになり、再び戦いの場に身を投じた。
霧雨 瑠愛（きりう るあ）/アルカナセイバー・ジョーカー
声 - 篠原ゆみ
瑠架の妹。病気が治ったあとは、明るく天真爛漫なボク少女になった。
姫川 幸乃（ひめかわ ゆきの）
声 - 氷室百合
前作主人公の1人。
彩峰 奈緒美（あやみね なおみ）
声 - 鈴音華月
今作では、多数のリヴァーズドを相手に戦っているときに乱入したアルカナシャドウに負けてしまう。
北条 利瀬（ほうじょう りせ）
声 - 望月まゆ
今作では、奈緒美とともに多数のリヴァーズドを相手に戦っているときに乱入したアルカナシャドウに負けてしまう。

## 用語集
アルカナシャドウ
幸乃たちアルカナセイバーを襲った謎の怪物。その正体はアルカナセイバーが持つアルカナカードが反転し、おぞましい怪物と化したもの。リバースを遥かに超える力を持ち、幸乃たちアルカナセイバーを敗北に追い込んだ。劇中では3体のみしかないが、どれもアルカナセイバーの同じ力を持つ恐るべき強敵である。

## スタッフ
- 原画 - 神剣桜花、麻倉桜
- シナリオ - 黒井弘騎